# Лангхофф, Вольфганг
Вольфганг Лангхофф (нем. Wolfgang Langhoff; 6 октября 1901[…], Берлин — 25 августа 1966[…], Восточный Берлин) — немецкий театральный режиссёр, актёр, писатель, отец режиссёров Томаса Лангхоффа и Матиаса Лангхоффа, дед писательницы Анны Лангхофф.

## Биография
Вольфганг Лангхофф родился в Берлине. С 1919 года был актёром Кёнигсбергского театра. В 1927 году стал режиссёром драматического театра в Дюссельдорфе (Düsseldorfer Schauspielhaus).
В феврале 1933 года был арестован гестапо и заключён в расположенный на болотах концентрационный лагерь Бёргермор в регионе Эмсланд. Вместе с И. Эссером написал текст песни «Болотные солдаты», которая была переведена на многие европейские языки и в годы Второй мировой войны во многих странах стала песней Сопротивления. В 1934 году Лангхоф был освобождён и эмигрировал в Швейцарию, где и оставался до окончания войны. Был актёром и режиссёром цюрихского «Шаушпильхауза», в котором в те годы работали многие немецкие эмигранты, возглавлял в театре организацию КПГ.
В 1945 году Лангхоф вернулся в Германию, был генеральным интендантом государственных театров в Дюссельдорфе, а в сентябре 1947 года сменил Густава фон Вангенхайма на посту интенданта Немецкого театра в восточном секторе Берлина. Немецкий театр Лангхоф возглавлял до 1963 года; среди наиболее значительных постановок — «Войцек» Г. Бюхнера и «Шторм» В. Билль-Белоцерковского, с Эрнстом Бушем в главной роли.
Вольфганг Лангхоф умер в Восточном Берлине 25 августа 1966 года.

## Творчество

### Режиссёрские работы в театре
Немецкий театр
- 1947 — «Войцек» Г. Бюхнера
- 1947 — «Фауст I» И. В. Гёте
- 1948 — «Страх и отчаяние в Третьей империи» Б. Брехта. Художник Вернер Цинзер; композитор Борис Блахер
- 1948 — «Мера за меру» У. Шекспира
- 1949 — «Оптимистическая трагедия» Вс. Вишневского
- 1950 — «Ревизор» Н. В. Гоголя
- 1951 — «Эгмонт» И. В. Гёте
- 1951 — «Прага остаётся моей» Ю. Буряковского
- 1954 — «Фауст» И. В. Гёте
- 1955 — «Коварство и любовь» Ф. Шиллера
- 1957 — «Шторм» В. Билль-Белоцерковского
- 1958 — «Войцек» Г. Бюхнера
- 1959 — «Поднятая целина», по роману М. Шолохова

### Актёрские работы
- 1943 — «Жизнь Галилея» Б. Брехта. Постановка Леонарда Штеккеля — «Шаушпильхауз», Цюрих

### Фильмография
- 1958 — Песня матросов / Das Lied der Matrosen — юрист
- 1965 — Приключения Вернера Хольта — профессор Хольт